# Heisteria
Heisteria é um género botânico pertencente à família Olacaceae.

## Espécies
Contém as seguintes espécies (porém, esta lista está incompleta, mas está completa na fonte):
- Heisteria acuminata
- Heisteria asplundii Sleumer
- Heisteria concinna Standl.
- Heisteria costaricensis Donn. Sm.
- Heisteria cyathiformis Little
- Heisteria fatoensis Standl.
- Heisteria longipes Standl.
- Heisteria maguirei Sleumer
- Heisteria pallida Engl.
- Heisteria parvifolia Sm.
- Heisteria perianthomega (Vell.) Sleumer
- Heisteria silvianii Schwacke